# Démocratie libérale slovène
 (août 2022).
Si vous disposez d'ouvrages ou d'articles de référence ou si vous connaissez des sites web de qualité traitant du thème abordé ici, merci de compléter l'article en donnant les références utiles à sa vérifiabilité et en les liant à la section « Notes et références ».
La Démocratie libérale de Slovénie (en slovène : Liberalna demokracija Slovenije, LDS) est un parti politique slovène de centre gauche.
Fondée en 1990, sous l'impulsion de Janez Drnovšek, par le rassemblement de plusieurs formations libérales, la LDS gouverne le pays en coalition jusqu'en 2004, excepté une brève période en 2000. Victime de plusieurs scissions, le parti est remplacé comme principale force de centre gauche par les Sociaux-démocrates en 2008, puis disparaît presque de la scène politique après les législatives de 2011.

## Historique

### Fondation

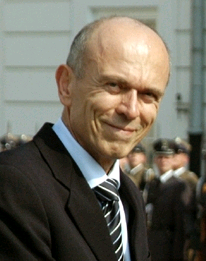
Janez Drnovšek, fondateur de la LDS.

Le 10 novembre 1990, le quatorzième congrès de la Ligue des jeunes socialistes de Slovénie (ZSMS), organisation de jeunesse de la Ligue des communistes de Slovénie (ZKS), décide de la transformation du mouvement en un parti politique, qui prend le nom de Parti libéral-démocrate (LDS).
Aux élections législatives d'avril 1990, la ZSMS avait refusé de rejoindre la coalition de l'Opposition démocratique (DEMOS), vainqueur du scrutin, et formait donc la principale force de l'opposition parlementaire.

### Parti dominant pendant dix ans

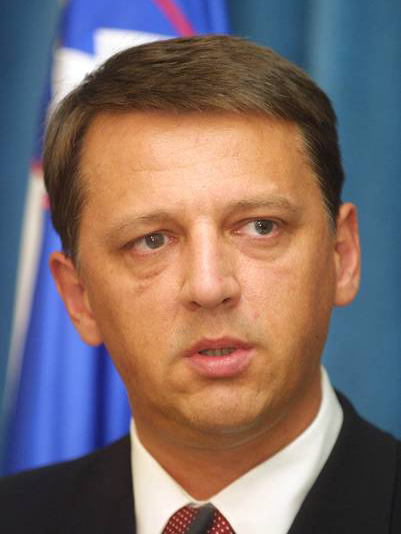
Anton Rop, successeur de Drnovšek.

En 1992, l'ancien président de la République fédérative socialiste de Yougoslavie, Janez Drnovšek, prend la direction du LDS et le mène à la victoire aux législatives du mois de décembre suivant, avec 22 députés sur 90. Il est ensuite investi président du gouvernement, à la tête d'une coalition alliant le centre gauche et le centre droit.
Il décide ensuite d'unifier son parti avec le Parti démocratique de Slovénie (DSS), le Parti socialiste de Slovénie (SSS) et Les Verts - Parti écologiste social (ZESS). Le congrès qui donne naissance à la Démocratie libérale de Slovénie (LDS) se tient le 12 mars 1994, Janez Drnovšek en devenant le président.
Après les élections législatives de décembre 1996, où la LDS confirme son statut de premier parti du pays avec 25 parlementaires, Drnovšek fait alliance avec le Parti populaire slovène (SLS) et le Parti démocrate des retraités slovènes (DeSUS).
Toutefois, en juin 2000, le SLS, qui a fusionné avec les Chrétiens-démocrates slovènes (SKD), quittent la coalition et renversent Drnovšek pour le remplacer par Andrej Bajuk. Les élections législatives qui se tiennent en octobre suivant voient ensuite la nette victoire des libéraux-démocrates, qui remportent 34 élus sur 90, un record encore inégalé aujourd'hui. Janez Drnovšek, rappelé aux fonctions de président du gouvernement, s'allie avec la Liste unie des sociaux-démocrates (ZLSD) et le SLS.
Drnovšek, après dix ans au pouvoir, annonce en 2002 sa volonté d'être candidat à l'élection présidentielle qui se tient en fin d'année. En tête au premier tour avec 44,4 % des voix, il s'impose facilement lors du second avec 56,6 % des suffrages exprimés contre Barbara Brezigar, ministre de la Justice à l'époque de Bajuk et candidate de l'opposition. Il renonce, le 19 décembre, à exercer les fonctions de président du gouvernement et président de la LDS.
Le ministre des Finances, Anton Rop, lui succède dans ces deux responsabilités. Il doit affronter, en avril 2004, le retrait du SLS de sa coalition, mais se maintient au pouvoir avec le soutien de 45 élus sur 90. Deux mois plus tard, les élections européennes placent la LDS en deuxième position avec 21 % des voix, contre 23 % à la Nouvelle Slovénie (NSi), le parti d'Andrej Bajuk.

### Recul et déclin
Les élections législatives d'octobre 2004 marquent le début du déclin de la LDS. Avec 23 députés, contre 29 au Parti démocratique slovène (SDS) de Janez Janša, le parti est renvoyé dans l'opposition par les électeurs, pour la première fois de son histoire. Reconduit à la direction de la formation, Rop est finalement remplacé par Jelko Kacin, compagnon de la première heure de Janez Drnovšek.
En 2007, le parti subit une double scission, un groupe de sept parlementaires emmené par l'ancien secrétaire général Gregor Golobič fondant le parti Réel - Nouvelle politique (Zares) tandis qu'un autre de quatre députés, conduit par Anton Rop, rejoint les Sociaux-démocrates (SD). Passé à 12 sièges sur 90, la LDS est supplantée par les SD et leurs 14 élus comme première force de l'opposition. Kacin remet alors sa démission et le parti le remplace par Katarina Kresal, première femme à diriger un grand parti en Slovénie.
Cela n'empêche en rien la LDS de poursuivre sa chute lors des élections législatives d'octobre 2008. Avec 5,2 % des suffrages, la formation tombe à seulement 5 élus, soit six fois moins que les sociaux-démocrates qui remportent l'élection. Leur dirigeant, Borut Pahor, devient président du gouvernement et s'associe alors avec Zares, le DeSUS et la LDS afin de gouverner. Kresal est, à cette occasion, nommée ministre de l'Intérieur. Avec 11,5 % des suffrages, les élections européennes marquent cependant un progrès, la LDS se classant alors quatrième.
La coalition part cependant en miettes au premier semestre de 2011, mais les libéraux-démocrates continuent de siéger au gouvernement jusqu'aux législatives anticipées d'octobre. Celles-ci marquent la disparition de la LDS de la scène parlementaire, le parti devant se contenter de 1,5 % des voix.

## Membres notables

### Présidents
| Titulaire       | Dates                                                          | Autres fonctions |
| --------------- | -------------------------------------------------------------- | --- |
| Janez Drnovšek  | 12 mars 1994 - 19 décembre 2002 (8 ans, 9 mois et 7 jours)     | Président du gouvernement (1992-2000 ; 2000-2002) Président de la République (2002-2007)                                         |
| Anton Rop       | 19 décembre 2002 - 15 octobre 2005 (2 ans, 9 mois et 26 jours) | Ministre du Travail et des Affaires sociales (1996-2000) Ministre des Finances (2000-2002) Président du gouvernement (2002-2004) |
| Jelko Kacin     | 15 octobre 2005 - 30 juin 2007 (1 an, 8 mois et 15 jours)      | Ministre de l'Information (1990-1993) Ministre de la Défense (1994-1997)                                                         |
| Katarina Kresal | 30 juin 2007 - 3 mars 2012 (4 ans, 8 mois et 2 jours)          | Ministre de l'Intérieur (2008-2011)                                                                                              |
| Iztok Podbregar | Depuis le 3 mars 2012 (13 ans et 5 jours)                      | |

## Résultats électoraux

### Élections législatives
| Année | %    | #      | Députés | Gouvernement                                |
| ----- | ---- | ------ | ------- | ------------------------------------------- |
| 1990  | 14,5 | 2e     | 12 / 80 | Opposition (1990-92), Drnovšek I (1992)     |
| 1992  | 23,5 | 1er    | 22 / 90 | Drnovšek II                                 |
| 1996  | 27,0 | 1er () | 25 / 90 | Drnovšek III (1997-2000), opposition (2000) |
| 2000  | 36,3 | 1er () | 34 / 90 | Drnovšek IV (2000-2002), Rop (2002-2004)    |
| 2004  | 22,8 | 2e ()  | 23 / 90 | Opposition                                  |
| 2008  | 5,2  | 7e ()  | 5 / 90  | Pahor                                       |
| 2011  | 1,5  | 9e ()  | 0 / 90  | Extra-parlementaire                         |

### Élections européennes
| Année | %    | #     | Députés | Groupe |
| ----- | ---- | ----- | ------- | ------ |
| 2004  | 21,9 | 1er   | 2 / 7   | ADLE   |
| 2009  | 11,5 | 4e () | 1 / 7   | ADLE   |
| 2014  | 0,0  | –     | 0 / 8   | Absent |
| 2019  | 0,0  | –     | 0 / 8   | Absent |